# Шрёпфер, Майк
Майк Шрёпфер — предприниматель, технический архитектор и менеджер, с марта 2013 года назначен главным техническим директором (CTO) в Facebook.

## Образование
Шрёпфер окончил среднюю школу сообщества Спэниш-Ривер в округе Палм-Бич, штат Флорида, в 1993 году. Он имеет степень бакалавра (1997 г.) и степень магистра (1999 г.) в области компьютерных наук Стэнфордского университета.

## Карьера
Был инженером-программистом в компании Puffin Designs, производящей программное обеспечение, с октября 1997 года по ноябрь 1999 года, когда он стал партнером Reactivity, Inc., консалтинговой компании по компьютерному программному обеспечению.
Шрёпфер основал компанию CenterRun, которая производит программное обеспечение, в июне 2000 года, став её главным архитектором[кем?] и техническим директором. CenterRun был приобретен Sun Microsystems в ноябре 2003 года. После прихода к власти[прояснить] он стал главным техническим директором подразделения Sun по автоматизации центров обработки данных («N1»). Шрепфер был вице-президентом по разработке в Mozilla Corporation с июля 2005 по август 2008, где он руководил разработкой веб-браузера Firefox.
В июле 2008 года он стал техническим директором Facebook. В 2008 году он был на 20 месте в списке 25 самых влиятельных людей в сфере мобильных технологий по версии Laptopmag.com. В 2010 году Fortune перечислила его и двух коллег из технического отдела Facebook под 27-м номером в своем списке 40 моложе 40 лет. Шрепфер был известен своей работой над искусственным интеллектом в Facebook. В частности, он привлек внимание в ходе попытки сети социальных сетей[прояснить] бороться с распространением ложного, вводящего в заблуждение и неприемлемого содержания внутри платформы. Сообщалось, что Марк Цукерберг считает, что Facebook может решить эту проблему с помощью собственной технологии искусственного интеллекта, которая изначально была ориентирована на более широкие возможности распознавания лиц и лучший таргетинг рекламы. По словам Шрепфера, искусственный интеллект Facebook преуспел в модерации определённых типов контента. Например, его алгоритмы классификатора изображений могут автоматически определять и удалять фотографии и видео, содержащие изображения обнаженного тела.
Шрепфер стал членом совета директоров компании по управлению инвестициями Wealthfront 16 ноября 2015 года.
23 сентября 2021 года Майк Шрепфер объявил, что в 2022 году уйдет с должности технического директора Facebook.